# Technomyrmex nitens
Technomyrmex nitens é uma espécie de formiga do gênero Technomyrmex.